# Anna Aloysia Maximiliane von Lamberg
Anna Aloysia Maximiliane von Lamberg, död 1738, var en österrikisk grevinna. Hon var mätress till Polens kung August den starke mellan 1696 och 1700. 
Hon tillhörde den österrikiska adeln och lärde känna August på en bal arrangerat av en av kejsarens söner år 1696, sedan Augusts förhållande med Maria Aurora von Königsmarck hade avslutats. Hon lämnade sin make och inledde ett öppet förhållande med August, som presenterade henne öppet vid hovet i Dresden som sin mätress. Hon blev känd som "grevinnan Esterle" och ogillades allmänt i Sachsen och Polen, där hon anklagades för att vara fåfäng och högfärdig. Hennes förhållande med August upphörde sedan hon inledde ett förhållande med en annan man, vilket fick August att förvisa henne från landet och ersätta henne med Ursula Katharina Lubomirska. 